# Euoplocephalus
Euoplocephalus (Euoplocephalus tutus, do latim "cabeça bem protegida") foi um género de dinossauro herbívoro, semelhante ao anquilossauro, que viveu no final do período Cretáceo. Este anquilossaurídeo pesava cerca de 2 a 4 toneladas (equivalente a 1 hipopótamo) e media até 6 metros de comprimento. A espécie-tipo foi denominada Stereocephalus tutus em 1902 por Lawrence Lambe, sendo alterado para Euoplocephalus tutus em 1910.
O corpo era protegido por uma armadura óssea dotada de calombos e espinhos (os maiores se situavam praticamente no começo de sua extensa carapaça) e tinha uma cauda que terminava numa maça óssea parecida com um martelo, de função defensiva, que graças a músculos bem rígidos da cauda era balançada a fim de acertar um ponto vulnerável de um predador, tal como uma bola de demolição. A sua cabeça possuía também uma carapaça rígida, sendo que em cada face o animal possuía um par de espinhos situados um em cima do outro (fato característico dos animais de sua família).